# Salient Peak
Der Salient Peak (englisch für Landzungenspitze) ist ein pfeilerartiger Berg im ostantarktischen Viktorialand. Er ragt zwischen Mount Rucker und Mount Hooker in der Royal Society Range auf. Der von ihm ostwärts ausgehende Gebirgskamm Salient Ridge bildet die Wasserscheide zwischen den Nebengletschern des Blue Glacier im Norden und des Walcott-Gletschers im Süden.
Die neuseeländische Mannschaft zur Erkundung des Blue Glacier bei der Commonwealth Trans-Antarctic Expedition (1955–1958) benannte ihn so, weil er in seiner Form an eine Landzunge innerhalb der Royal Society Range erinnert, die sich nach Südwesten zum Mount Rucker und Mount Huggins erstreckt.